# Červený Kostelec
Pour les articles homonymes, voir Kostelec.
Červený Kostelec (en allemand : Rothkosteletz) est une ville du district de Náchod, dans la région de Hradec Králové, en Tchéquie. Sa population s'élevait à 8 299 habitants en 2024.

## Géographie
Červený Kostelec se trouve à 9 km au nord-ouest de Náchod, à 36 km au nord-est de Hradec Králové et à 126 km à l'est-nord-est de Prague.
La commune est limitée par Havlovice au nord-ouest, par Rtyně v Podkrkonoší et Stárkov au nord, par Hronov, Horní Radechová et Zábrodí à l'est, par Kramolna et Studnice au sud, par Červená Hora au sud-ouest, et par Hořičky et Slatina nad Úpou à l'ouest.

## Histoire
La première mention écrite de la localité date de 1362.

## Administration
La commune se compose de sept sections :
- Bohdašín
- Červený Kostelec
- Horní Kostelec
- Lhota za Červeným Kostelcem
- Mstětín
- Olešnice
- Stolín

## Galerie

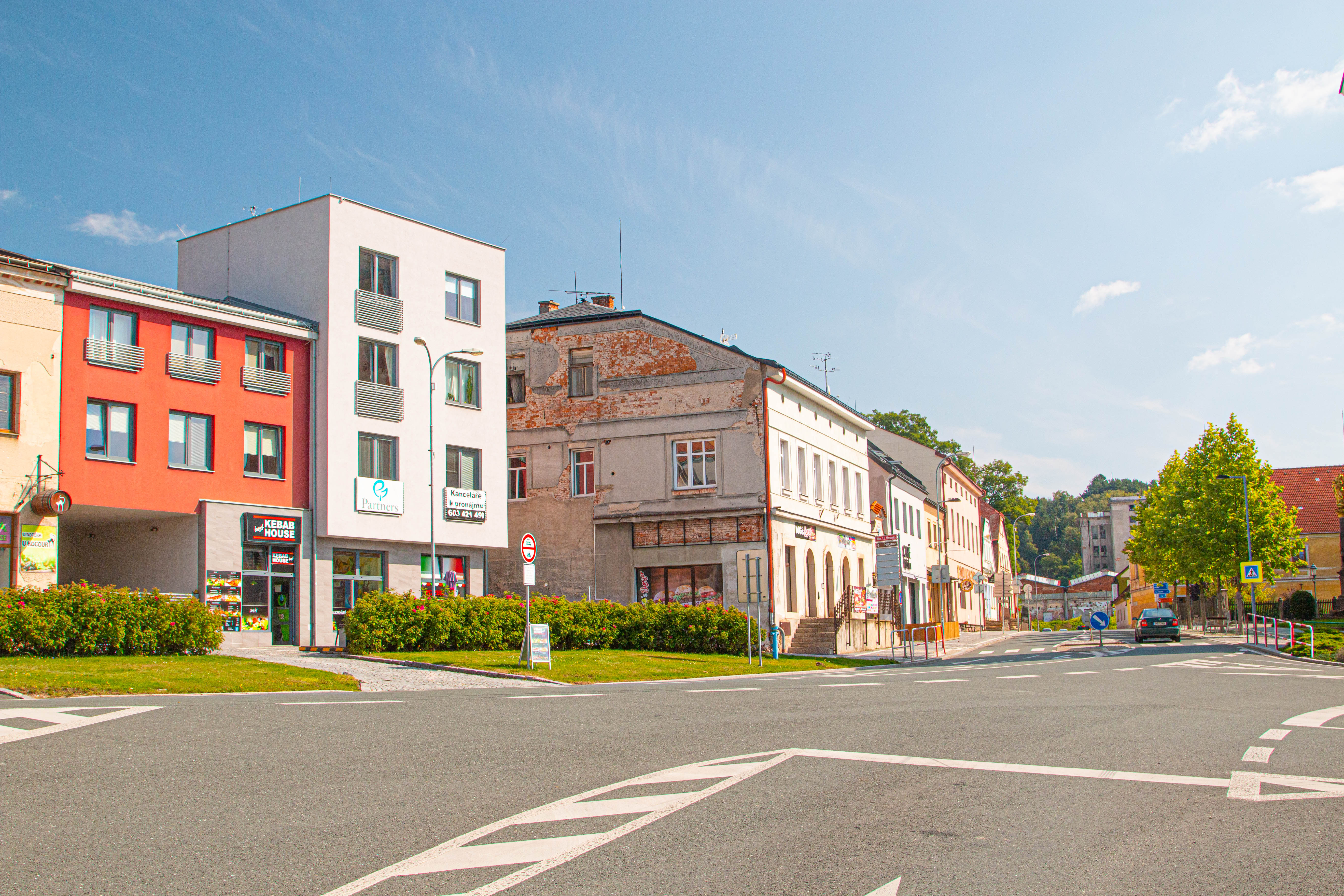
Place T. G. Masaryk.
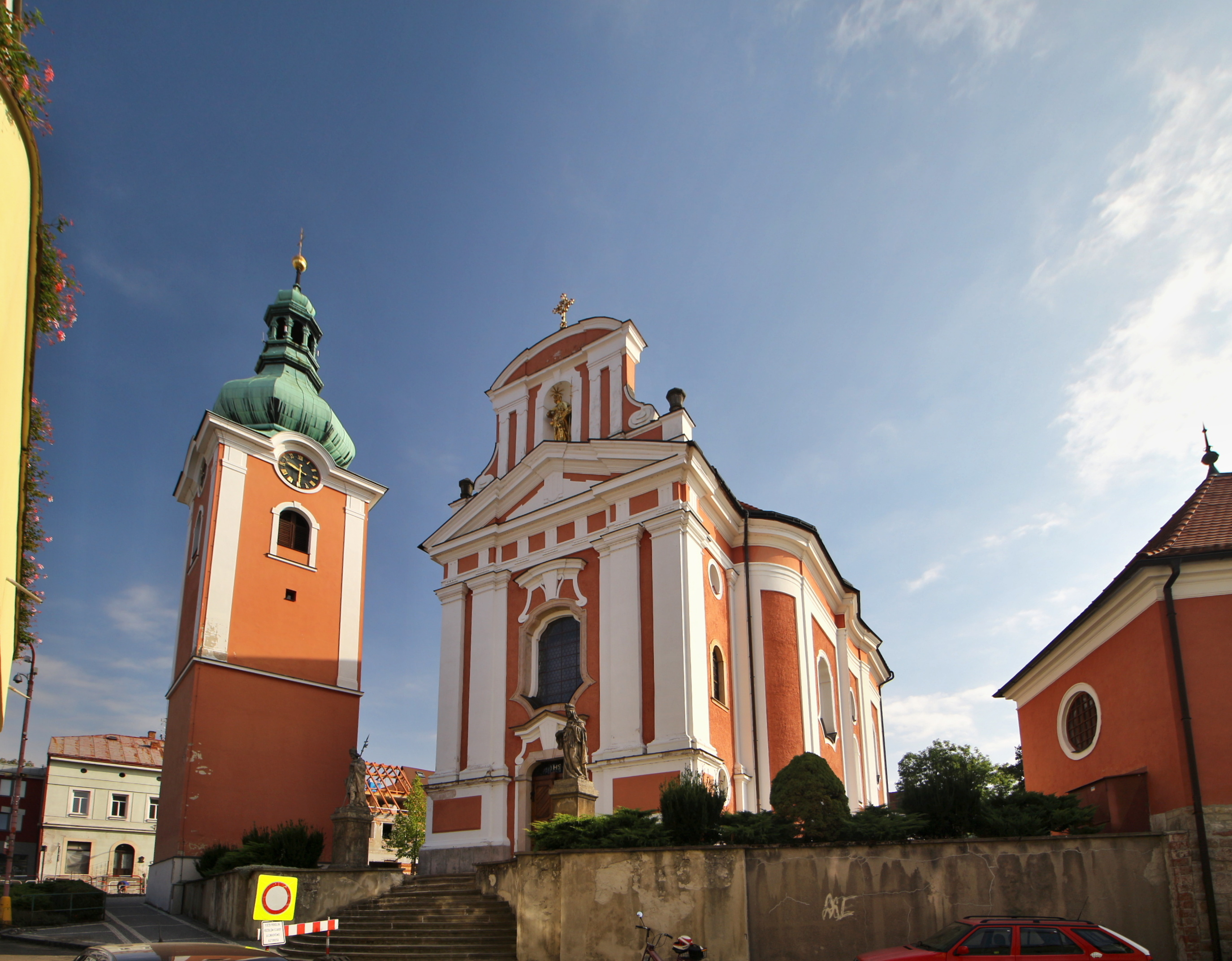
Église Saint-Jacques-le-Majeur.

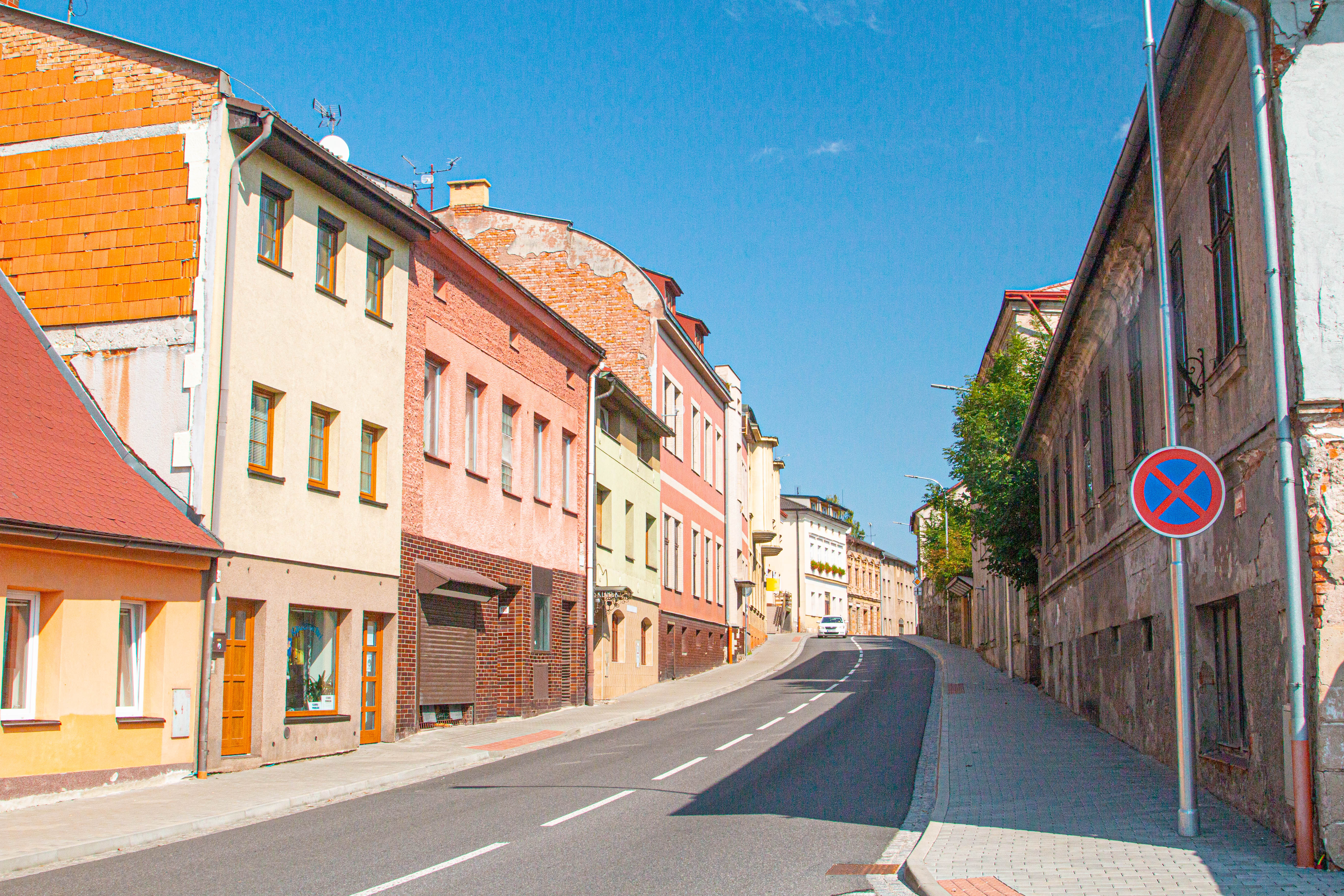
Rue Jiráskova.
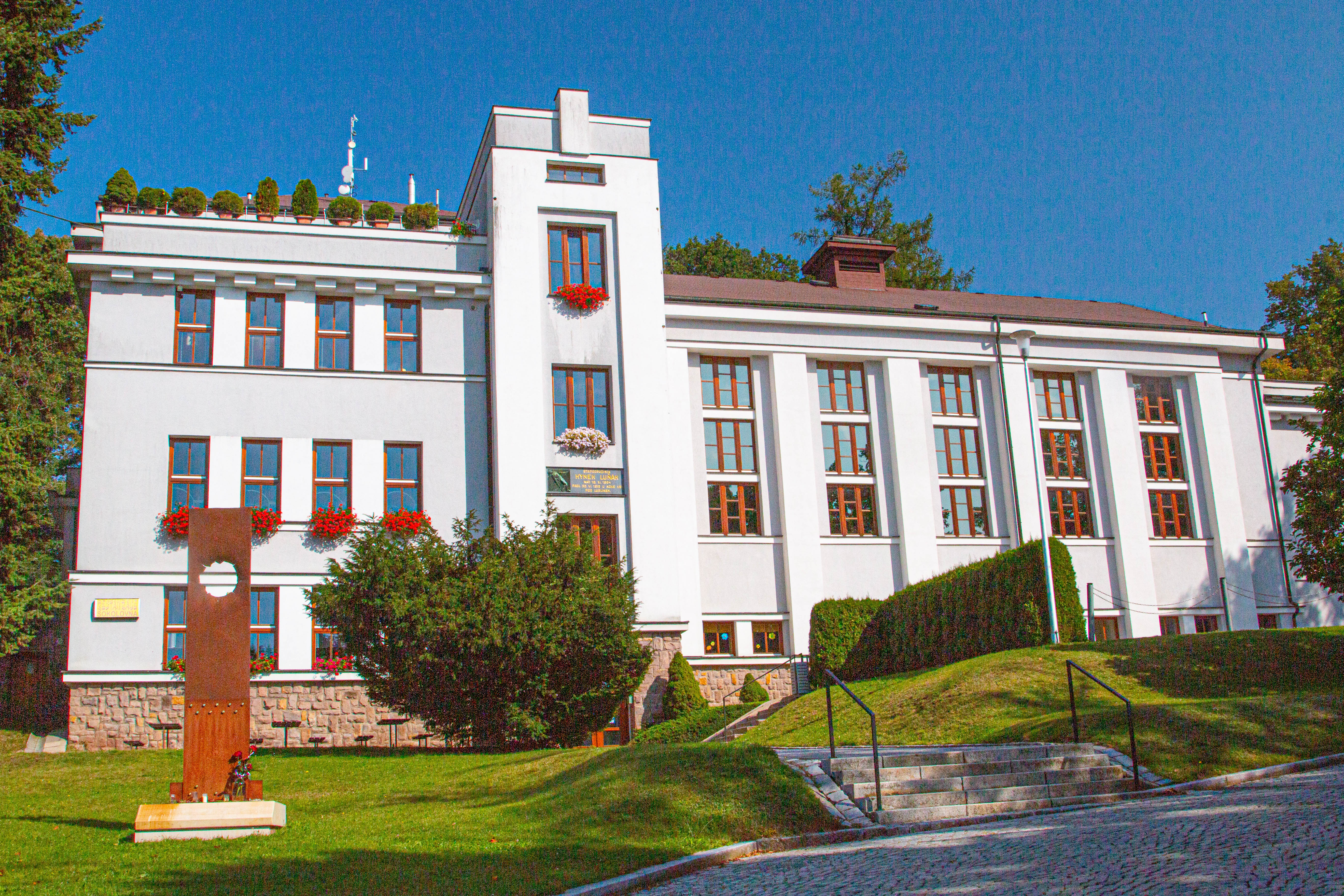
Maison du Sokol.

## Transports
Par la route, Červený Kostelec se trouve à 10 km de Náchod, à 47 km de Hradec Králové et à 162 km de Prague.

## Personnalité
- Viktor Kalabis (1923-2006), compositeur tchèque.